# Przedstawiciel ustawowy (Polska)
Przedstawiciel ustawowy – osoba dokonująca czynności prawnej w cudzym imieniu, której źródłem umocowania są inne zdarzenia prawne niż czynność prawna reprezentowanego, tj. udzielenie przez niego pełnomocnictwa. Przedstawicielami ustawowymi mogą być osoby fizyczne, mające pełną zdolność do czynności prawnych.
Przedstawicielstwo ustawowe jest uregulowane w art. 95–96 Kodeksu cywilnego:
- Art. 95 § 1 – z zastrzeżeniem wyjątków w ustawie przewidzianych albo wynikających z właściwości czynności prawnej, można dokonać czynności prawnej przez przedstawiciela[1].
- Art. 95 § 2 – czynność prawna dokonana przez przedstawiciela w granicach umocowania pociąga za sobą skutki bezpośrednio dla reprezentowanego[1].
- Art. 96 – umocowanie do działania w cudzym imieniu może opierać się na ustawie (przedstawicielstwo ustawowe) albo na oświadczeniu reprezentowanego (pełnomocnictwo)[1].

Dla zrozumienia instytucji przedstawiciela ustawowego znaczenie ma zwrot użyty w artykule 96 kodeksu „działanie w cudzym imieniu”. Polega ono na tym, że ktoś, zwany przedstawicielem ustawowym, dokonuje z jakąś osobą trzecią czynności prawnej, która ma bezpośrednio wywrzeć skutek w cudzej sferze prawnej, w tym przypadku w sferze reprezentowanego. Aby działanie przedstawiciela ustawowego osiągnęło zamierzony rezultat, a więc aby wywołało bezpośredni skutek prawny między reprezentowanym, a osobą trzecią, przedstawiciel ustawowy musi mieć stosowne umocowanie.
Źródłem umocowania przedstawiciela ustawowego jest ustawa. Może ona bowiem bezpośrednio określać zdarzenia będące źródłem umocowania przedstawiciela ustawowego (np. rodzice małoletniego dziecka są jego przedstawicielami ustawowymi z mocy ustawy – art. 98 Kodeksu rodzinnego i opiekuńczego) lub może przyznać sądom kompetencje do ustanowienia przedstawiciela ustawowego (np. sąd rodzinny ustanowi małoletniemu dziecku lub osobie ubezwłasnowolnionej całkowicie opiekuna).

## Przedstawiciele ustawowi
Do przedstawicieli ustawowych zalicza się:
1. rodziców – zgodnie z art. 98 Kodeksem rodzinnym i opiekuńczym (KRO) są oni przedstawicielami ustawowymi dziecka pozostającego pod ich władzą rodzicielską.
2. opiekuna – zgodnie z art. 98 w zw. z art. 155 § 2 i 175 KRO jest on, na podstawie orzeczenia sądu opiekuńczego, przedstawicielem ustawowym małoletniego, gdy zachodzą ku temu prawne powody, a także osoby ubezwłasnowolnionej całkowicie.
3. kuratora – zgodnie z art. 99 i 98 w zw. z art. 155 § 2 i 178 KRO jest przedstawicielem ustawowym dziecka pozostającego pod władzą rodzicielską, którego nie może reprezentować żadne z rodziców; ustanawia się go także w innych przypadkach przewidzianych przez przepisy prawa (m.in. dla strzeżenia przyszłych praw dziecka poczętego, lecz jeszcze nieurodzonego; dla osoby ubezwłasnowolnionej częściowo, gdy postanowi tak sąd opiekuńczy; dla ochrony praw osoby, która z powodu nieobecności nie może prowadzić swoich spraw, a nie ma pełnomocnika).
4. jednego z małżonków – w przypadku, gdy reprezentuje ona drugiego małżonka w granicach wskazanych w art. 29 KRO.
5. wspólnika spółki cywilnej – w przypadku, gdy wspólnik ten dokonuje czynności prawnych w ramach reprezentacji pozostałych wspólników spółki cywilnej.

Aby czynność prawna mogła być ważnie dokonana w cudzym imieniu, musi z jej treści wynikać, że osoba, która jej dokonuje, występuje w roli przedstawiciela ustawowego danej osoby, a jej oświadczenie woli musi wskazywać osobę reprezentowanego. To działanie przedstawiciela ustawowego należy mieć na względzie przy kwalifikowaniu danej czynności prawnej, dokonanej w imieniu reprezentowanego, z punktu widzenia przepisów o wadach oświadczenia woli oraz o skutkach złej lub dobrej wiary.

## Przesłanki skuteczności przedstawicielstwa ustawowego
Przesłankami skuteczności przedstawicielstwa ustawowego są:
- umocowanie – w przypadku przedstawiciela ustawowego umocowanie wynika z ustawy
- zakres umocowania – przedstawiciel ustawowy działa w granicach umocowania
- umocowanie dotyczące dokonania czynności prawnej lub czynu zgodnego z prawem
- zdolność przedstawiciela do reprezentowania – w przypadku przedstawicielstwa ustawowego przepisy stanowią, że przedstawiciel musi mieć pełną zdolność do czynności prawnych, a rodzic jest przedstawicielem ustawowym dziecka jeżeli przysługuje mu władza rodzicielska
- działanie w imieniu reprezentowanego
- brak zakazu przedstawicielstwa – przepisy ograniczają możliwość występowania przez przedstawiciela w niektórych sytuacjach takich jak np. sporządzenie testamentu (art. 944 KC).

## Reprezentacja dziecka
Rodzice są przedstawicielami ustawowymi dziecka pozostającego pod ich władzą rodzicielską. Jeżeli dziecko pozostaje pod władzą rodzicielską obojga rodziców, każde z nich może działać samodzielnie jako przedstawiciel ustawowy dziecka (art. 98 § 1).
Przedstawicielstwo to obejmuje:
- dokonywanie czynności prawnych,
- dokonywanie czynności przed sądami,
- dokonywanie czynności przed innymi organami państwowymi.

Znaczną część czynności dokonywanych przez rodziców w imieniu dziecka stanowią czynności związane z zarządem majątkiem dziecka. Mogą to być również czynności dotyczące osoby dziecka jak np. zgoda na zabieg operacyjny czy pobranie krwi. Z przepisów Kodeksu cywilnego wynika, że zakres rodziców jako przedstawicieli ustawowych dziecka wynika częściowo zależy od wieku dziecka.
Dziecko po osiągnięciu odpowiedniego wieku ma ograniczoną zdolność do czynności prawnych, a więc może działać samo za zgodą przedstawiciela ustawowego, co nie wyłącza możliwości dokonywania czynności prawnych w imieniu dziecka przez przedstawiciela ustawowego.
Natomiast pewnych czynności dziecko takie może dokonywać samodzielnie, co wyłącza w tym zakresie uprawnienia przedstawicieli ustawowych (np. polegających na rozporządzaniu swoim majątkiem).

## Przedstawiciel ustawowy w Kodeksie cywilnym
Z zastrzeżeniem wyjątków w ustawie przewidzianych, do ważności czynności prawnej, przez którą osoba ograniczona w zdolności do czynności prawnych zaciąga zobowiązanie lub rozporządza swoim prawem, potrzebna jest zgoda jej przedstawiciela ustawowego (art. 17).
Ważność umowy, która została zawarta przez osobę ograniczoną w zdolności do czynności prawnych bez wymaganej zgody przedstawiciela ustawowego, zależy od potwierdzenia umowy przez tego przedstawiciela. Osoba ograniczona w zdolności do czynności prawnych może sama potwierdzić umowę po uzyskaniu pełnej zdolności do czynności prawnych. Strona, która zawarła umowę z osobą ograniczoną w zdolności do czynności prawnych, nie może powoływać się na brak zgody jej przedstawiciela ustawowego. Może jednak wyznaczyć temu przedstawicielowi odpowiedni termin do potwierdzenia umowy; staje się wolna po bezskutecznym upływie wyznaczonego terminu (art. 18 § 1–3).
Jeżeli osoba ograniczona w zdolności do czynności prawnych dokonała sama jednostronnej czynności prawnej, do której ustawa wymaga zgody przedstawiciela ustawowego, czynność jest nieważna (art. 19).
Osoba ograniczona w zdolności do czynności prawnych może bez zgody przedstawiciela ustawowego zawierać umowy należące do umów powszechnie zawieranych w drobnych bieżących sprawach życia codziennego (art. 20).
Osoba ograniczona w zdolności do czynności prawnych może bez zgody przedstawiciela ustawowego rozporządzać swoim zarobkiem, chyba że sąd opiekuńczy z ważnych powodów inaczej postanowi (art. 21).
Jeżeli przedstawiciel ustawowy osoby ograniczonej w zdolności do czynności prawnych oddał jej określone przedmioty majątkowe do swobodnego użytku, osoba ta uzyskuje pełną zdolność w zakresie czynności prawnych, które tych przedmiotów dotyczą. Wyjątek stanowią czynności prawne, do których dokonania nie wystarcza według ustawy zgoda przedstawiciela ustawowego (art. 22).

## Przedstawiciel ustawowy w Kodeksie postępowania cywilnego
Zgodnie z Kodeksem postępowania cywilnego osoba fizyczna:
- ograniczona w zdolności do czynności prawnych – ma zdolność procesową w sprawach wynikających z czynności prawnych, których może dokonywać samodzielnie (art. 65 § 2)[5],
- niemająca zdolności procesowej – może podejmować czynności procesowe tylko przez swego przedstawiciela ustawowego (art. 66)[5].

## Przedstawiciel ustawowy w Kodeksie postępowania karnego
Zgodnie z Kodeksem postępowania karnego, jeżeli:
- pokrzywdzonym jest małoletni albo ubezwłasnowolniony całkowicie lub częściowo – prawa jego wykonuje przedstawiciel ustawowy albo osoba, pod której stałą pieczą pokrzywdzony pozostaje (art. 51 § 2),
- pokrzywdzonym jest osoba nieporadna, w szczególności ze względu na wiek lub stan zdrowia – jego prawa może wykonywać osoba, pod której pieczą pokrzywdzony pozostaje (§ 3),
- oskarżony jest nieletni lub ubezwłasnowolniony – jego przedstawiciel ustawowy lub osoba, pod której pieczą oskarżony pozostaje, może podejmować na jego korzyść wszelkie czynności procesowe, a przede wszystkim wnosić środki zaskarżenia, składać wnioski oraz ustanowić obrońcę (art. 76).

## Przedstawiciel ustawowy w Kodeksie postępowania administracyjnego
Zdolność prawną i zdolność do czynności prawnych stron ocenia się według przepisów prawa cywilnego, o ile przepisy szczególne nie stanowią inaczej (art. 30 § 1).
Osoby fizyczne nie posiadające zdolności do czynności prawnych działają przez swych ustawowych przedstawicieli (art. 30 § 2).
Strony niebędące osobami fizycznymi działają przez swych ustawowych lub statutowych przedstawicieli (art. 30 § 3).
W sprawach dotyczących praw zbywalnych lub dziedzicznych w razie zbycia prawa lub śmierci strony w toku postępowania na miejsce dotychczasowej strony wstępują jej następcy prawni (art. 30 § 4).
W sprawach dotyczących spadków nieobjętych jako strony działają osoby sprawujące zarząd majątkiem masy spadkowej, a w ich braku – kurator wyznaczony przez sąd na wniosek organu administracji publicznej (art. 30 § 5).
Organ administracji publicznej wystąpi do sądu z wnioskiem o wyznaczenie przedstawiciela dla osoby nieobecnej lub niezdolnej do czynności prawnych, o ile przedstawiciel nie został już wyznaczony (art. 34 § 1).
W przypadku konieczności podjęcia czynności niecierpiącej zwłoki organ administracji publicznej wyznacza dla osoby nieobecnej przedstawiciela uprawnionego do działania w postępowaniu do czasu wyznaczenia dla niej przedstawiciela przez sąd (art. 34 § 2).